# Autoridad Metropolitana del Transporte
La Autoridad Metropolitana del Transporte  (MTA, por sus siglas en inglés de Metropolitan Transportation Authority) es la corporación público-benéfica responsable del transporte colectivo en la región de la ciudad de Nueva York.

## Creación y ámbito de actuación
Fue creada por el Legislativo del Estado de Nueva York, en 1965, con el nombre de Metropolitan Commuter Transportation Authority. En 1968, con la incorporación de New York City Transit Authority (responsable del sistema de Metro y autobuses en la ciudad de Nueva York) dentro de su red de sistemas afiliados, cambia su nombre por el actual de Metropolitan Transportation Authority (MTA).
El área que cubre la Autoridad comprende los cinco condados de la ciudad, además de los de Nassau y Suffolk en el vecino Long Island, y Westchester, Dutchess, Orange, Rockland y Putnam al norte de la ciudad. Todos ellos conforman el denominado "Distrito de Transporte Regional" (MTA Commuter Transportation District).

## Las Agencias de la Autoridad
Actualmente la Autoridad Metropolitana del Transporte está formada por las agencias relacionadas más abajo. Se citan los nombres legales (que se usan en textos legales) y los nombres populares, que MTA implanta en la década de 1990 con la finalidad de identificar más claramente las diferentes agencias con el MTA.
Dichas agencias y son cometido son:
- New York City Transit Authority (MTA New York City Transit, NYCT): Metro y autobuses en los cinco condados de la ciudad de Nueva York.
- The Long Island Railroad Company (MTA Long Island Rail Road, LIRR): Tren de cercanías entre la ciudad de Nueva York y los condados de Nassau y Suffolk.
- Metro-North Commuter Railroad (MTA Metro-North, MNR): Tren de cercanías entre la ciudad de Nueva York y los condados de Dutchess, Orange, Putnam, Rockland y Westchester y el Estado de Connecticut.
- Metropolitan Suburban Bus Authority (MTA Long Island Bus, LIB): Autobuses en el condado de Nassau, el este de Queens y el oeste de Suffolk.
- Triborough Bridge and Tunnel Authority (MTA Bridges and Tunnels, B&T): Gestiona diversos puentes en la ciudad de Nueva York.
- MTA Capital Construction Company (MTA Capital Construction): Lleva a cabo las obras de infraestructuras de las diversas compañías del MTA.
- MTA Bus Company (MTA Bus): Opera los autobuses de las compañías que, en régimen de concesión, eran propiedad del Departamento de Transportes del Ayuntamiento de Nueva York; está previsto que en el futuro opere todos los servicios de autobuses de la Autoridad.
- Staten Island Rapid Transit Operating Authority (MTA Staten Island Railway, SIRTOA): Opera el tren que une las puntas norte y sur de Staten Island, es una división operativa de NYCT.
- Manhattan and Bronx Surface Transit Operating Authority (MTA New York City Transit, MABSTOA): Es una división operativa de NYCT, opera las líneas de autobuses que, en origen, explotaba la compañía Fifth Avenue Bus Company, una entidad privada.